# Le Quillio
Le Quillio település Franciaországban, Côtes-d’Armor megyében. Lakosainak száma 591 fő (2022. január 1.). Le Quillio Merléac, Saint-Caradec, Saint-Gilles-Vieux-Marché, Saint-Thélo és Guerlédan községekkel határos.

## Népesség
A település népességének változása:
| Lakosok száma | 706  | 613  | 542  | 534  | 551  | 554  | 555  | 556  | 567  | 591  |
|               | 1968 | 1982 | 1990 | 2006 | 2013 | 2015 | 2017 | 2019 | 2020 | 2022 |